# Claus Hehner
Claus Hehner (* 15. September 1923 in Krefeld; † 13. April 1986 in Idstein) war ein deutscher Architekt, Einhandsegler und Buchautor.

## Leben
Der gebürtige Rheinländer wuchs in verschiedenen Regionen Deutschlands auf und besuchte die Deutsche Oberschule in Oschatz. Er sammelte erste Erfahrungen im Segeln bei der Hanseatischen Yachtschule in Glücksburg. Nach Beginn des Zweiten Weltkrieges trat er in die Kriegsmarine ein und stieg zum Kommandant eines Minenräumbootes auf, das an der französischen Küste und im Ärmelkanal eingesetzt war. Nach der deutschen Niederlage musste er auf anderem Weg seinen Unterhalt sichern und finanzierte sich als Maurer ein Studium. Nach abgeschlossenem Examen lebte er als freier Architekt in Idstein. Dort arbeitete er gemeinsam mit seiner Frau Mechthild, wobei die beiden insbesondere Sport- und Schulgebäude entwarfen. Privat betätigte er sich als Numismatiker mit einem Schwerpunkt auf Medaillen.
1968 nahm er an der 3. Atlantik-Einhand-Regatta von Plymouth nach Newport teil und kam als einziger deutscher Teilnehmer ans Ziel. Am 11. Juni wurde in der Wochenschau ein Interview Hehners zu diesem Unternehmen gezeigt. Sein Buch Einsamer Pazifik entstand nach seiner Teilnahme an der 1. Pazifik-Einhand-Regatta von San Francisco nach Tokio. Bei dieser Regatta legte er eine Strecke von rund 6.000 sm mit seiner 35 Fuß Yacht „Mex“ in 52 Tagen, 16 Stunden und 18 Minuten zurück.
Ein weiteres Buch, Start ohne Chance, schrieb er über die Einhand-Atlantik-Regatta 1972, an der er mit der Yacht Mex (Schwesterschiff der Optimist von Behrend Beilken) ohne Siegeschancen teilnahm, da sie nicht mehr in die modernen Vermessungsvorschriften passte. Fritz Nuss widmete ihm zu diesem Ereignis eine Medaille. Anfang der 1970er Jahre gründete er den Verein Trans-Ocean, der das sportliche Hochseesegeln fördern soll und noch heute in Cuxhaven besteht. In Anerkennung seiner sportlichen Leistungen wurde Claus Hehner vom Bundespräsidenten als erster Hochseesegler 1977 mit dem Silbernen Lorbeerblatt ausgezeichnet.
Im Jahr 1982 wollte Hehner an der BOC-Regatta (Weltumsegelung mit Stopps) teilnehmen. Diesen Plan konnte er aus gesundheitlichen Gründen nicht umsetzen.

## Werke
- Mit dem Atlantik allein, Oldenburg 1969
- Einsamer Pazifik, 1970
- Start ohne Chance. Einhand-Transatlantikregatta 1972, ISBN 3-7688-0167-5
- Segeln (Bunte Welt), Niedernhausen 1978, ISBN 3-8068-4207-8
- Allein, aber nicht einsam, Könitzers Druckerei GmbH, 1982